# Kognitiv neurovetenskap
Kognitiv neurovetenskap är läran om hur hjärnan möjliggör psykologiska fenomen eller mentala processer, det vill säga perception, tankar, beteenden och känslor. Den teoretiska grunden är kognitiv (se även kognitiv psykologi), medan den metodologiska grunden bygger på psykofysiologi, neuropsykologi, elektrofysiologi, hjärnavbildning och i viss utsträckning djurförsök. Metoder inom kognitionsvetenskap inkluderar elektroencefalografi (EEG), magnetoencefalografi (MEG), elektromyografi (EMG), funktionell magnetisk resonanstomografi (eng. functional magnetic resonance imaging, fMRI), diffusionsbaserad magnetisk resonanstomografi (eng. diffusion tensor imaging, DTI), transkranial magnetisk stimulering (TMS) och neuropsykologiska observationer. Drivkraften bakom samtida kognitiv neurovetenskap är i stor utsträckning tack vare teknologiska framsteg inom hjärnavbildning.